# Лойзах
Лойзах (нем. Loisach) — река в Австрии и Германии, протекает по землям Тироль (Австрия) и Бавария (Германия). Речной индекс 164. Площадь бассейна составляет 1089,71 км². Длина реки 113,24 км (из них по Баварии 98,09 км). Высота истока 1054 м. Высота устья 565 м.